# Otto Herz (Pädagoge)
Otto Heinrich Herz (* 21. März 1944 in Weinheim an der Bergstraße; † 25. Dezember 2024 in Leipzig) war ein deutscher Reformpädagoge, Psychologe und Autor.

## Leben
1965 legte Otto Herz das Abitur als Stipendiat der Heiner- und Walter-Freudenberg-Stiftung und Präsident des Schülerparlamentes an der Odenwaldschule ab und studierte anschließend Psychologie, Pädagogik, Philosophie und Theologie in Hamburg und Konstanz. Er war Diplom-Psychologe.
In Hamburg wurde Herz Initiator der Aktion „Student in die Betriebe“. In den Jahren 1967/68 arbeitete er als stellvertretender Vorsitzender des Verbandes Deutscher Studentenschaften (VDS) und wurde Mitglied der SPD.
Von 1970 bis 1980 war er Mitarbeiter von Hartmut von Hentig beim Aufbau der Laborschule und des Oberstufen-Kollegs an der Universität Bielefeld. Otto Herz war seit Mitte der 1970er Jahre Mitglied im gesamtverantwortlichen Trägerverein der Odenwaldschule und trat 2010 nach dem erneuten öffentlichen Bekanntwerden des OSO-Missbrauchsskandales aus. 1980 bis 1982 arbeitete er als Bundesvorsitzender der Gemeinnützigen Gesellschaft Gesamtschule (GGG) und von 1981 bis 1984 als letzter „Oberleiter“ der Hermann-Lietz-Schule, des Gründungsinternats der Deutschen Landerziehungsheime.
1985 ging Herz als wissenschaftlicher Mitarbeiter ans Institut für Interkulturelle Erziehung und Bildung der Freien Universität Berlin. 1987 nahm er eine Tätigkeit am Landesinstitut für Schule und Weiterbildung in Soest auf, verantwortlich für das Projekt „Gestaltung des Schullebens und Öffnung von Schule“ (GÖS), für COMED e. V., den Verein zur Förderung von Community-Education. 1991 war er, mit Wolfgang Tiefensee, Mitbegründer der Nachbarschaftsschule Leipzig, einer der zwei sächsischen Schulversuche. Er war Leiter der Arbeitsstelle „Praktisches Lernen“ der Universität Dortmund und von 1993 bis 1997 Mitglied im Geschäftsführenden Bundesvorstand der Gewerkschaft Erziehung und Wissenschaft (GEW), Vorstandsbereich Schule. Danach machte er Wahlkampf für den Oberbürgermeister von Leipzig, Wolfgang Tiefensee. Seit 1998 war er freiberuflich tätig.
Im Jahr 2000 rief er die Stiftung zur Förderung der Civil-Courage ins Leben. Die gemeinnützige Stiftung fördert die politische Bildung zur Entwicklung der persönlichen Urteilskraft und der politischen Handlungsfähigkeit.
Otto Herz verfasste Fachartikel, hielt Vorträge und engagierte sich in zahlreichen Schul- und Bildungsprojekten. Er war Schirmherr und Unterstützer der Vereinsinitiative Schüler Helfen Leben e. V. Er bezeichnete sich selbst als antiautoritär und lehnte das in Deutschland herrschende Schulsystem als „ungerecht“ ab.
Otto Herz war mit der Pädagogin Ulla Dolt-Herz verheiratet und Vater einer Tochter. Er lebte und arbeitete zuletzt in Bielefeld und Leipzig (Alte Handelsschule).

## Schriften (Auswahl)

### Als Autor und Herausgeber
- (Hrsg.): Organisationsmodelle der Hochschuldidaktik. Materialien und Ergebnisse eines Expertenseminars. Arbeitskreis für Hochschuldidaktik, Hamburg 1970.
- (Hrsg.): Lernen in der Hochschule. Beiträge und Vorschläge aus motivationspsychologischer Sicht. Arbeitskreis für Hochschuldidaktik, Hamburg 1972.
- (Hrsg.): Praxisbezug im Studium. Dokumentation des Kongresses vom 20. – 22. November 1974 im Congress-Centrum Hamburg Hamburg. Arbeitsgemeinschaft f. Hochschuldidaktik, Hamburg 1975.
- Schulkonflikte lösbar machen. Kooperation von Schülern, Eltern, Lehrern. Rowohlt, Reinbek bei Hamburg 1982, ISBN 3-499-17486-3.
- (Hrsg.): Bildung für nachhaltige Entwicklung. Leske und Budrich, Opladen 2001, ISBN 3-8100-3140-2.

### Beiträge in Zeitschriften und weitere
- Lernen, gemeinsam zu leben. Learning to live together. Apprendre á vivre ensemble. In: Sonnenberg 112, Januar 1987, Sonderdruck
- Fünf vor zwölf oder Die Schule neu denken. Beiträge in Erziehung und Wissenschaft, Juli 1993 – Mai 1997, in:  Freiheit lässt sich nicht verordnen. E&W 1/94
- Overnewsed but underinformed? In: Forum Gesamtschule, Nummer 13, Frühjahr 1997, S. 12/13
- Beim Guten erwischt – Zehn Schritte zur Er- und SieMUTigung. Sonderdruck A 3 aus: Pädagogik 9/97, S. 60
- Und wurde die Liebe gelernt? in: Tatort Klassenzimmer. Texte gegen Gewalt in der Schule. Reiner Engelmann (Hrsg.), Arena-Taschenbuch Band 1784, 1994, Sonderdruck
- Im Leben lernen. Im Lernen leben – Anstöße zu entlastenden Innovationen in: Sonderheft des Städte-Netzwerk NRW, Ausgabe 6, Unna, Netzwerke für die „Schule fürs Leben“, 11. August 1999 in Dortmund
- Aus Problemen Chancen schaffen. Im Gespräch: Dr. Paul Schwarz mit Reformpädagogen Otto Herz – nach TIMSS. gekürzt in: Schul-Heft der Reformschule Markersbach
- Leitbild für eine Schulleiterin, für einen Schulleiter, für Mitglieder im Schulleitungsteam. Ein Anstoß von Otto Herz und Armin Lohmann. Sonderdruck von COMED e. V., 1999
- Haus des Lernens. Festrede zum 75-jährigen Bestehen von Schullandheimen in Deutschland. in: das Schullandheim. slh 191–2002 – Heft 1
- Wer gegen Noten ist, ist nicht gegen Anstrengung. Eine Replik auf die Rede von Bundespräsident Roman Herzog zur Bildungspolitik. Rundschau vom 22. November 1997, S. 14
- Lernen ist wichtiger als Unterricht. Eine Pro-Vokation von Otto Herz. GEW-Zeitung Rheinland-Pfalz 7–8 / 2000, Sonderdruck, 3 Seiten
- Eine Einladung, im Lernen zu Leben. Eine Vision von Otto Herz. in: BDKJ Journal, 10. Jg., Nr. 10, Oktober 2001, S. 4–7
- Für einander da sein – Partnerschaft zwischen den Generationen. Festrede von Otto Herz zur Eröffnung des Seniorenkollegs der Universität Leipzig 2001/2002, 8. November 2001
- Die Avantgarde. Sechs Phasen und ein Hoffnungsschimmer. in: Zivilcourage JETZT von der Stiftung zur Förderung der CIVIL-COURAGE, 2002, Arena Verlag
- Ohne Frieden ist fast alles nichts. in: Zivilcourage JETZT von der Stiftung zur Förderung der CIVIL-COURAGE, 2002, Arena Verlag
- 9 Argumente für länger gemeinsam Lernen. In: Humane Schule. Mitteilungen des Bundesverbands der Aktion Humane Schule (AHS), 29. Jg., Oktober 2003, S. 1–4
- Die Schule für ein modernes Deutschland. In: Frei von Furcht und Not. Ein Menschenrechte-Lesebuch. Patmos Verlag Düsseldorf, Januar 2004, S. 174–179